# ФК „Житен“
ФК „Житен“ е български футболен отбор от село Житен, София (област). През сезон 2021/22 се състезава в ОФГ София (столица) - северна подгрупа.

## Сезони
| Сезон   | Група                       | Място |
| ------- | --------------------------- | ----- |
| 2016/17 | ОФГ София (Столица) - север | 8/11  |
| 2017/18 | ОФГ София (Столица) - север | 5/12  |
| 2018/19 | ОФГ София (Столица) - север | 9/13  |
| 2019/20 | ОФГ София (Столица) - север | 6/13* |
| 2020/21 | ОФГ София (Столица) - север | 2/12  |
| 2021/22 | ОФГ София (Столица) - север | 2/14  |

(*) Сезонът не завършва

## Стадион
Стадионът носи името Житен Арена. Той е направен през 50те години на миналия век, намира се в началото на селото на пътя за с. Доброславци. Има капацитет от 50 седящи места.

## Купа на АФЛ
| Сезон   | Турнир      | Етап                                | Отбор                 | Резултат |
| ------- | ----------- | ----------------------------------- | --------------------- | -------- |
| 2016/17 | Купа на АФЛ | Област София (столица) / 1/4 финали | Левски (Чепинци)      | 1:2      |
| 2017/18 | Купа на АФЛ | Област София (столица) / 1/4 финали | Надежда (Доброславци) | 5:2      |
| 2018/19 | Купа на АФЛ | Област София (столица) / Първи кръг | Гранит (Владая)       | 1:3      |
| 2020/21 | Купа на АФЛ | Област София (столица) / Първи кръг | Железница             | 2:3      |